# Miss Granny
Pour plus de détails, voir Fiche technique et Distribution.
Miss Granny (hangeul : 수상한 그녀 ; hanja : 殊常한 그女 ; RR : Soosanghan geunyeo ; MR : Susanhan kŭnyŏ ; litt. « Elle est louche ») est un film sud-coréen réalisé par Hwang Dong-hyeok, sorti en 2014.

## Synopsis
Se rendant compte qu'elle devient « lourde » pour sa famille, une veuve de soixante-quatorze ans tombe sur un studio de photographie et décide de s'habiller pour se faire un autoportrait. Alors qu'elle y sort tout juste, elle retrouve mystérieusement dans son corps de ses vingt ans : elle change d'identité et en profite une nouvelle vie…

## Fiche technique
- Titre original : 수상한 그녀 (Soosanghan geunyeo)
- Titre international : Miss Granny
- Réalisation : Hwang Dong-hyeok
- Scénario : Dong Hee-seon, Hong Yoon-jeong et Sin Dong-ik, d'après l'adaptation de Hwang Dong-hyeok
- Musique : Mowg
- Costumes : Chae Kyung-wha
- Photographie : Kim Ji-yong
- Montage : Nam Na-yeong
- Production : Lim Ji-yeong
- Société de production : Yeinplus Entertainment
- Société de distribution : CJ Entertainment
- Pays de production :  Corée du Sud
- Langue originale : coréen
- Format : couleur - 2.35 : 1 - 35 mm
- Genre : comédie et fantastique
- Durée : 124 minutes
- Date de sortie :
  - Corée du Sud : 23 janvier 2014

## Distribution
- Sim Eun-kyeong : Oh Mal-soon, jeune / Oh Doo-ri
  - Nah Moon-hee (ko) : Oh Mal-soon, la grand-mère
- Park In-hwan (en) : M. Park, âgé
  - Kim Soo-hyun : M. Park, jeune (caméo)
- Sung Dong-il (en) : Ban Hyeon-cheol, le père
- Lee Jin-wook : Han Seung-woo, le producteur
- Kim Hyun-sook (en) : Park Na-yeong, la femme de M. Park
- Hwang Jeong-min : Ae-ja, la femme de Hyeon-cheol
- Kim Seul-gi (en) : Ban Ha-na, la fille
- Jung Jin-young : Ban Ji-ha, le fils
- Ha Yeon-joo (en) : Soo-yeon, l'assistante de Han Seung-woo
- Park Hye-jin : Ok-ja, la rivale de grand-mère Oh Mal-soon
- Jung In-gi (en) : Dr Hyeon-cheol, l'ami familial
- Park Hyung-woo : le bassiste de Ji-ha
- Lee Sang-eon : le batteur de Ji-ha
- Jang Gwang (en) : le photographe (caméo)

## Production

### Tournage
Le tournage a lieu à Séoul.

### Musique
La musique du film est composée par Mowg, dont la bande originale ne contient que cinq chansons :
1. 나성에 가면 (« Si tu vas à Los Angeles »), de Sim Eun-kyeong (2:56)
2. 반지하 인생 (« La vie à moitié souterraine »), de Han Soo-yeon (3:26)
3. 하얀나비 (« Papillon blanc »), de Sim Eun-kyeong (3:39)
4. 한번 더 (« Encore une fois »), de Sim Eun-kyeong (4:05)
5. Waltz for Mother (« Valse pour maman »), de Mowg (3:43)

## Accueil

### Sortie nationale
Le film sort le 23 janvier 2014 en Corée du Sud.

### Box-office
| Pays ou région | Box-office        | Date d'arrêt du box-office | Nombre de semaines |
| -------------- | ----------------- | -------------------------- | ------------------ |
| Corée du Sud   | 8 650 383 entrées | 6 avril 2014               | 13                 |

En ce 30 janvier 2014, Miss Granny dépasse les 2 millions entrées : un fort succès pour le réalisateur Hwang Dong-hyeok et également pour l'actrice Sim Eun-kyeong qui avait interprété dans un autre film à succès intitulé Sunny (써니, 2011) de Kang Hyeong-cheol, que le public avait adoré.

## Distinction

### Récompenses
- Baeksang Arts Awards 2014 : meilleure actrice pour Sim Eun-kyeong[5],[6]

- Buil Film Awards 2014 : meilleure actrice pour Sim Eun-kyeong[7]

- Chunsa Film Art Awards 2014[8],[9] :
  - Meilleure actrice pour Sim Eun-kyeong
  - Meilleur scénario pour Shin Dong-ik, Hong Yun-jeong et Dong Hee-seon

- Director's Cut Awards 2014 : meilleure actrice pour Sim Eun-kyeong

- Grand Bell Awards 2014 : meilleure musique pour Mowg[7]

### Nominations
- Baeksang Arts Awards 2014 : meilleur scénario pour Shin Dong-ik, Hong Yun-jeong et Dong Hee-seon[5],[6]

- Blue Dragon Film Awards 2014 :
  - Meilleur film
  - Meilleur réalisateur pour Hwang Dong-hyuk
  - Meilleure actrice pour Sim Eun-kyeong
  - Meilleur scénario pour Shin Dong-ik, Hong Yun-jeong et Dong Hee-seon
  - Meilleure musique pour Mowg

- Buil Film Awards 2014[7] :
  - Meilleur scénario pour Shin Dong-ik, Hong Yun-jeong et Dong Hee-seon
  - Meilleure musique pour Mowg

- Grand Bell Awards 2014[7] :
  - Meilleure actrice pour Sim Eun-kyeong
  - Meilleur scénario pour Shin Dong-ik, Hong Yun-jeong et Dong Hee-seon

## Remakes
De nombreuses nouvelles versions de Miss Granny sont réalisées : 20 Once Again (重返20岁, 2015) de Leste Chen en Chine ; Sweet 20 (Em là bà nội của anh, 2015) de Phan Gia Nhat Linh au Vietnam, ; Sing My Life (あやしい彼女, 2016) de Nobuo Mizuta au Japon, ; Suddenly Twenty (ใหม่ ยูเทิร์นวัย หัวใจรีเทิร์น, 2016) d'Araya Suriharn en Thaïlande ; Miss Granny (2018) de Joyce E. Bernal aux Philippines, et Oh! Baby (2019) de B. V. Nandini Reddy en Inde.